# メチルイソブチルケトン
メチルイソブチルケトン (methyl isobutyl ketone、MIBK) はケトンに分類される有機溶媒の一種。示性式は CH3C(=O)CH2CH(CH3)2、IUPAC命名法では 4-メチル-2-ペンタノン (4-methyl-2-pentanone) と表される。イソプロピルアセトン (isopropylacetone) とも呼ばれる。
特有の甘い匂いのする無色の液体で、沸点 116.2 ℃、融点 -84 ℃、引火点 17 ℃、発火点 457 ℃。アセトンなどの他のケトン類とは異なり、水には溶けにくい。
消防法による危険物（第4類引火性液体、第1石油類非水溶性液体）に指定されている。日本の悪臭防止法では特定悪臭物質に指定されている。
国際がん研究機関の発がん性評価では、グループ2Bの「発がん性の可能性がある物質」に分類されており、労働安全衛生法により第二類物質特別有機溶剤等に指定されている。
ニトロセルロースなどの溶媒として、あるいは塗料、接着剤の成分として広く用いられる。また、ニオブとタンタルを鉱物から分離する際にも用いられる。

## 製法
メチルイソブチルケトンはアセトンより 3段階の過程で製造される（下図）。
まず 2分子のアセトンをアルドール反応させてジアセトンアルコールとすると、容易に脱水されてメシチルオキシドに変わる。メシチルオキシドを水素化すると、メチルイソブチルケトンが得られる。